# علاقة توماس كراون (فلم)
علاقة توماس كراون (بالإنجليزية: The Thomas Crown Affair) هو فيلم موسيقي تم إنتاجه في الولايات المتحدة وصدر في سنة 1968.

## بطولة
- ستيف ماكوين
- فاي دوناوي

### ترشيحات وجوائز
| السنة | الحدث  | الفئة      | النتيجة  |
| ----- | ------ | ---------- | -------- |
|       | أوسكار | أفضل أغنية | فـــــوز |

## الميزانية والإيرادات
بلغت تكلفة إنتاج الفيلم حوالي 4.3 مليون دولار بينما حقق أرباحا تقدر بـ 14,000,000 دولار.

## وصلات خارجية
- علاقة توماس كراون على موقع IMDb (الإنجليزية)
- علاقة توماس كراون على موقع ميتاكريتيك (الإنجليزية)
- علاقة توماس كراون على موقع الموسوعة البريطانية (الإنجليزية)
- علاقة توماس كراون على موقع روتن توميتوز (الإنجليزية)
- علاقة توماس كراون على موقع نتفليكس (الإنجليزية)
- علاقة توماس كراون على موقع ألو سيني (الفرنسية)
- علاقة توماس كراون على موقع Turner Classic Movies (الإنجليزية)
- علاقة توماس كراون على موقع أول موفي (الإنجليزية)
- علاقة توماس كراون على موقع فيلمافينيتي (الإسبانية)
- علاقة توماس كراون على موقع قاعدة بيانات الأفلام السويدية (السويدية)

1. ↑  وصلة مرجع: http://www.the-numbers.com/movie/Thomas-Crown-Affair-The-(1968). الوصول: 12 أبريل 2016.
2. ↑  وصلة مرجع: http://www.filmaffinity.com/es/film106948.html. الوصول: 12 أبريل 2016.
3. ↑  وصلة مرجع: http://www.imdb.com/title/tt0063688/. الوصول: 12 أبريل 2016.